# Assedio di Zutphen (1591)
L'assedio di Zutphen del 1591 (noto anche come secondo assedio di Zutphen) fu un assedio durato undici giorni che interessò la città di Zutphen dove si scontrarono le truppe anglo-olandesi guidate da Maurizio di Nassau, nel corso della guerra degli ottant'anni. L'assedio iniziò il 19 maggio 1591 dopo uno stratagemma degli assediati. La città venne quindi assediata per gli undici gironi successivi.

## Antefatto
Zutphen era una città della Lega Anseatica sulla riva orientale del fiume IJssel. Nel 1572, con la recrudescenza della ribellione olandese contro Filippo II di Spagna, Zutphen venne dapprima conquistata dalle truppe olandesi guidate da Willem IV van den Bergh e poi dagli spagnoli di Fadrique Álvarez de Toledo, IV duca di Alba, e la popolazione venne severamente punita per essersi unita agli insorti l'anno prima.
Nel 1586, gli inglesi al comando di Robert Dudley, I conte di Leicester presero le fortificazioni esterne di Zutphen ma ben presto il traditore Rowland York cambiò schieramento e cedette il controllo delle fortificazioni agli spagnoli, lasciando la città in completo controllo del nemico. York morì di vaiolo l'anno successivo, sebbene alcuni pensarono fosse stato avvelenato dagli spagnoli che pensavano potesse tradire anche loro. Di conseguenza, William Stanley venne costretto a cedere anche la vicina città di Deventer agli spagnoli.
Nel 1590, Maurizio di Nassau catturò Breda nascondendo i suoi soldati in una barca con a bordo della torba e sfruttò la nuova città conquistata come base per future operazioni militari nell'area. L'esercito olandese poteva così lanciare un'offensiva da tre differenti punti: da sud, da est e da nord. Maurizio si diresse verso Nimega ad est lungo il corso del fiume IJssel.
All'inizio del 1591, il primo obbiettivo di Maurizio fu la riconquista di Zutphen, conquistando il centro velocemente, prima che gli spagnoli avessero tempo di ricevere dei rinforzi. La guarnigione di Zutphen era composta da circa 1000 spagnoli e valloni.

## L'assedio
L'esercito di Maurizio era composto da 9000 soldati e 1600 cavalieri che erano tutti in marcia verso Zutphen, assieme a 100 navi. In cinque giorni Maurizio fu sul posto e iniziò a preparare l'artiglieria che aveva al seguito per assediare la città, dovendo però prima scaricarla dalle navi (era quello il modo più veloce per poter muovere i cannoni anziché via terra, con il terreno umido e fangoso).
Per conquistare Zutphen, gli anglo-olandesi avrebbero dovuto conquistare prima le fortificazioni sulla riva occidentale del fiume in quanto queste controllavano il ponte principale che consentiva l'accesso alla città. Una volta presa questa fortificazione, sarebbe iniziato il vero e proprio assedio e nel frattempo si sarebbe dato il tempo di scaricare tutti i cannoni e di preparalri a fare fuoco.
Maurizio di Nassau sperava di utilizzare anche in questa battaglia un'astuzia simile a quella adottata a Breda poco prima. Francis Vere, al comando delle truppe inglesi, rispolverò le vecchie trincee rimaste dal 1587 ed iniziò un primo assalto. Vere ottenne da Maurizio l'incarico di conquistare la fortificazione proprio di fronte a Zutphen, inviando non più di una dozzina di uomini travestiti da contadini, alcuni persino travestiti da donne. La speranza era che gli spagnoli li scambiassero per rifugiati che fuggivano dall'esercito olandese e li lasciassero così entrare.
Vere guidò le truppe inglesi a Doesburg e mise in atto il piano. I soldati travestiti corsero verso il forte, "inseguiti" da una finta carica di cavalleria inscenata dagli olandesi. La guarnigione aprì i cancelli ai finti contadini; gli inglesi, per meglio confondere i loro avversari, avevano portato con sé burro, formaggio e uova che provvedettero a donare ai loro nemici. Quando venne dato il segnale dall'interno, i soldati iniziarono a decimare le guardie mentre dall'esterno giunse il grosso delle truppe. Una volta conquistata la fortificazione, le truppe anglo-olandesi ruotarono i loro cannoni verso la città di Zutphen.
Dopo questa strategia vincente, assicuratosi il controllo del ponte e i rinforzi del conte Guglielmo Luigi, Maurizio iniziò l'assalto vero e propri. I cannonieri olandesi portarono con loro trenta pezzi d'artiglieria che distribuirono in tre punti differenti nel caso in cui la guarnigione nemica avesse tentato di riprendere le fortificazioni esterne. La guarnigione spagnola però realizzò di essere in una situazione disperata e che la resa sarebbe stata l'unica condizione possibile.

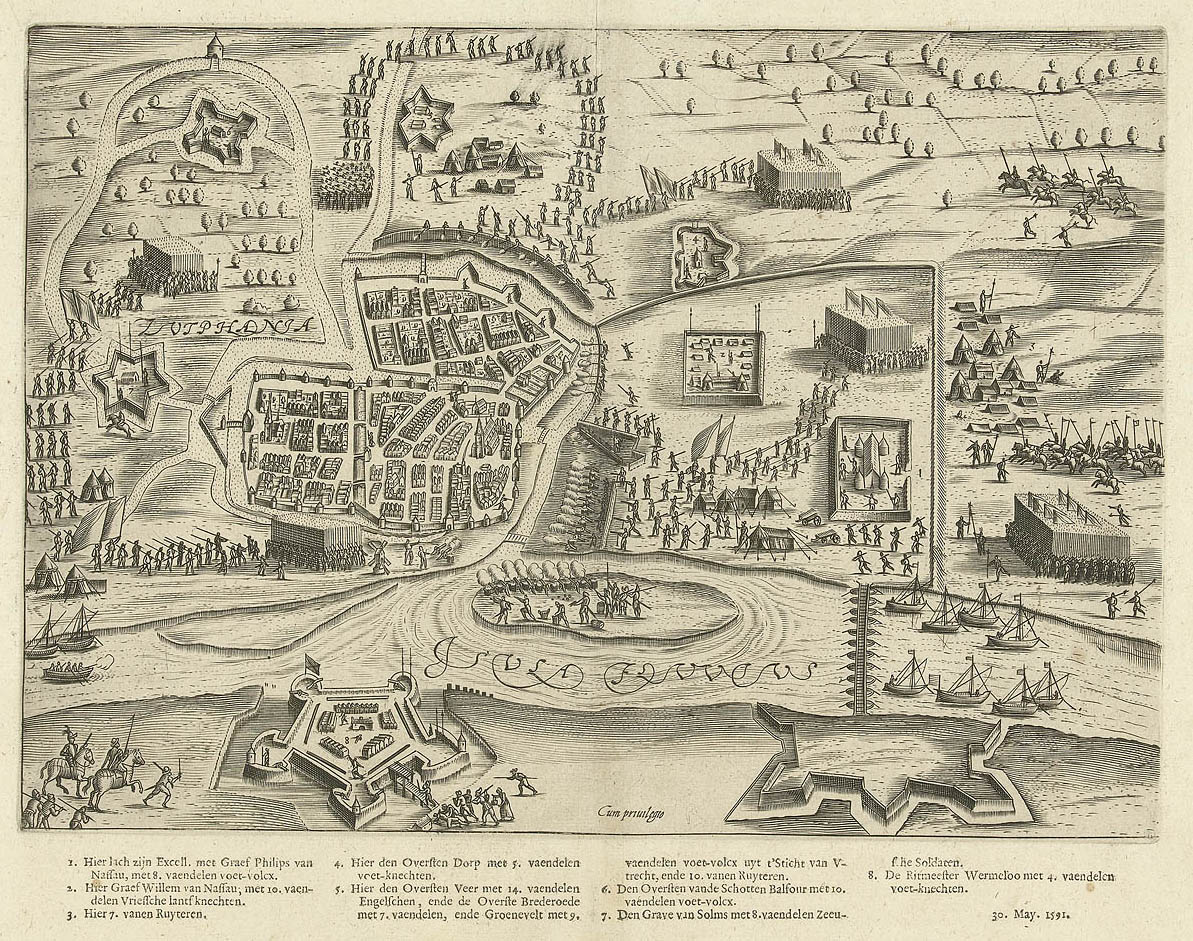
L'assedio di Zutphen del 1591 in un'incisione di Bartholomeus Dolendo
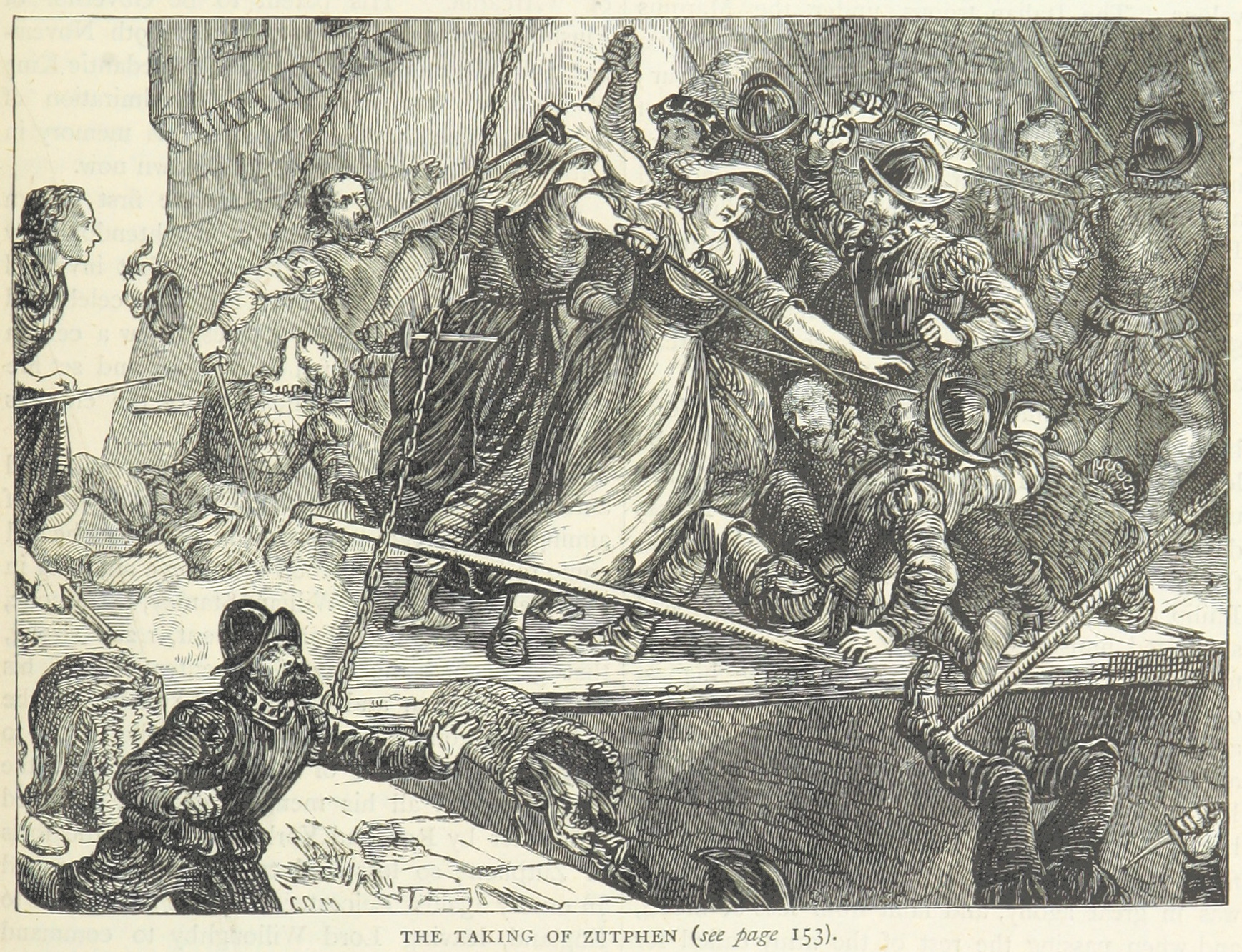
I soldati inglesi travestiti da contadini, in un volume di epoca vittoriana

## Conseguenze

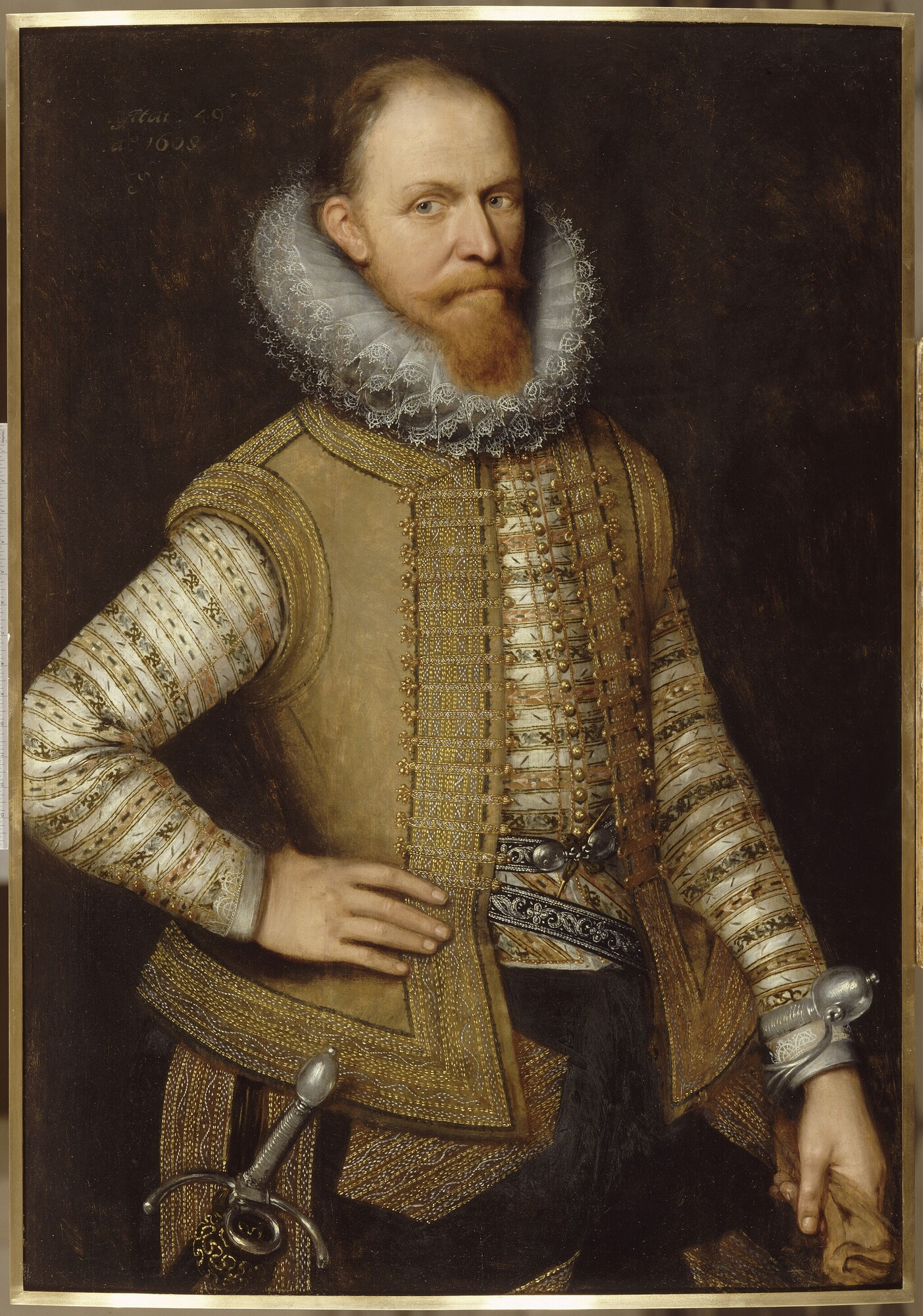
Maurizio di Nassau

Le difese della città vennero giocate dagli olandesi ed ora Zutphen si trovava nelle mani di questi ultimi. I termini della resa per gli spagnoli ad ogni modo furono leggeri: la guarnigione ottenne di potersi ritirare con gli onori militari, i cittadini ebbero tre giorni di tempo per lasciare la città o giurare fedeltà alla Repubblica olandese. Dopo aver posizionato una forte guarnigione a Zutphen, Maurizio marciò a nord col suo esercito, la sua artiglieria e le munizioni. Il suo obbiettivo successivo fu la città di Deventer.
Vere si guadagnò in questo frangente il soprannome di The Fox ("la volpe") per l'ingegnoso stratagemma che aveva ideato per vincere l'assedio; egli fece disseppellire il corpo di Rowland York e simbolicamente venne impiccato e squartato come la legge inglese prevedeva per i traditori. Zutphen rimase nelle mani degli olandesi per il resto della guerra.